# 岡田道尚
岡田 道尚（おかだ みちたか、1981年 - ）は日本の脚本家。神奈川県横浜市出身。

## 主な作品

### テレビドラマ
- LIAR GAME Season 2（2009年、フジテレビ） - 脚本協力
  - フクナガVSヨコヤ（2012年、BS日本映画専門チャンネル） - 脚本
  - アリス IN ライアーゲーム（2012年、フジテレビ） - 脚本
- 鍵のかかった部屋（2012年、フジテレビ） - Episode8「犬のみぞ知る」脚本
- PRICELESS〜あるわけねぇだろ、んなもん!〜（2012年、フジテレビ）
  - 第6話「日本一の貧乏社長、誕生!」脚本協力
  - 第7話「大逆転」脚本協力
  - 第8話「さよなら…そして、ありがとう」脚本協力
- ビブリア古書堂の事件手帖（2013年、フジテレビ）
  - 第4話 宮沢賢治「春と修羅」脚本
  - 第8話 ロバート・F・ヤング「たんぽぽ娘」脚本
- 信長協奏曲（2014年）
  - 第3話「戦国の空に花火!? サブロー版桶狭間戦記！」脚本
  - 第4話「塵も積もれば道になる! サルの一夜城大作戦」脚本協力
  - 第5話「指輪に託す想い…戦国の定めと叶わぬ愛」脚本（宇山佳佑と共同）
  - 第6話「オニが城にやって来た! 全国指名手配の書状」脚本協力
  - 第7話「裏切りの銃弾! 撃たれた痛みは心の痛み…」脚本協力
  - 第8話「命に代えても守るもの…信長様と見た夢」脚本（宇山佳佑と共同）
  - 第9話「ふたりの信長!! サルに秘密がバレるとき」脚本協力
  - 第10話「ニセモノは追放せよ! 殿のために死んでいった者たちへ」脚本（宇山佳佑と共同）
  - 最終話「最終回15分拡大スペシャル 友との約束! 500年後の未来のために…」脚本（宇山佳佑と共同）
- 世にも奇妙な物語'16 秋の特別編（2016年、フジテレビ） - 「シンクロニシティ」脚本
- 実況される男（2016年、フジテレビ） - 脚本
- 警視庁・捜査一課長 Season2（2018年、テレビ朝日・東映) - 第8話「出前は見た！大食い美女のグルメ殺人!?」脚本
- トレース〜科捜研の男〜（2019年、フジテレビ）
  - EPISODE4「飛び散った血と涙 命を懸けた最後の嘘」脚本
  - EPISODE5「過去の悲しき誘拐 毛髪に秘められた愛」脚本
  - EPISODE8「幼馴染の悲劇と嘘 空白の1時間の謎!」脚本
- ガリレオ 禁断の魔術（2022年、フジテレビ） - 脚本
- 親愛なる僕へ殺意をこめて（2022年、フジテレビ） - 全9話脚本

### ネットドラマ
- ライアーゲーム エピソードゼロ（2009年・2010年、フジテレビ On Demand） - 脚本
- ライアーゲームＸ（2010年） - 脚本
- 宇宙を駆けるよだか（2018年、Netflix） - 脚本

### 映画
- LIAR GAME ザ・ファイナルステージ（2010年、東宝） - 脚本（黒岩勉と共同）
- LIAR GAME -再生-（2012年、東宝） - 黒岩勉と共同脚本
- 信長協奏曲（2016年、東宝） - 脚本（西田征史・宇山佳佑と共同）
- マスカレード・ホテル（2019年、東宝） - 脚本
- マスカレード・ナイト（2021年、東宝） - 脚本
- #マンホール（2023年、ギャガ） - 原案・脚本

### オリジナルビデオ
- 驚愕！リアルドラマSP 本当にあった怖い話（2008年） - 脚本
- 殺人動画サイト Death Tube（2010年） - 脚本
  - 殺人動画サイト Death Tube 2（2010年） - 脚本
- 秘密屋（2014年、T-Drama） - 脚本

### 小説
- ケータイ小説「ライアーゲーム外伝 豹柄・江藤光一 〜Road to Eden〜」（2010年）
  - ケータイ小説「ライアーゲーム外伝 Yokoya’s red apple」（2010年）
- 彼女を殺すのに1票投じます（2013年、リンダパブリッシャーズ） - 原案・監修
- あなたの友達、1000万円で買い取ります。（2014年、TO文庫） - 原案・監修
- なりすまし（2014年、TO文庫） - プロデュース

### 漫画
- 怪盗ロワイヤル（2011年、集英社・週刊ヤングジャンプ） - シナリオ協力